# Marcel Bosker
Marcel Bosker (Schöftland, 19 gennaio 1997) è un pattinatore di velocità su ghiaccio olandese.

## Biografia
È nato a Schöftland nella Confederazione elvetica.
Ha ottenuto il suo primo successo continentale nel gennaio 2018 agli europei di Kolomna, dove ha vinto ha vinto la medaglia d'oro nell'inseguimento a squadre, in squadra con i connazionali Jan Blokhuijsen e Simon Schouten. Ha anche ottenuto la medaglia di bronzo nei 5 000 metri, terminando alle spalle di Nicola Tumolero e Aleksandr Rumyantsev.
Ai mondiali completi di Amsterdam 2018 ha vinto il bronzo. Ai mondiali su distanza singola di Inzell 2019 ha vinto la medaglia d'oro nell'inseguimento a squadre, con Douwe de Vries e Sven Kramer.
L'anno successivo ai campionati europei di Heerenveen 2020 ha vinto la medaglia d'oro nell'inseguimento a squadre, gareggiando con i connazionali Patrick Roest e Sven Kramer.

## Palmarès

### Mondiali completi
- 1 medaglia:
  - 1 bronzo (Amsterdam 2018).

### Mondiali distanza singola
- 4 medaglie:
  - 4 ori (inseguimento a squadre a Inzell 2019, inseguimento a squadre a Salt Lake City 2020; inseguimento a squadre a Heerenveen 2021; inseguimento a squadre a Heerenveen 2023).

### Europei
- 3 medaglie:
  - 2 ori (inseguimento a squadre a Kolomna 2018; inseguimento a squadre a Heerenveen 2020);
  - 1 bronzo (5000 m a Kolomna 2018).